# Tonio Borg
Tonio Borg (ur. 12 maja 1957 we Florianie) – maltański prawnik i polityk. Długoletni parlamentarzysta i minister, m.in. wicepremier Malty w latach 2004–2012 oraz minister spraw zagranicznych w latach 2008–2012. Od 2012 do 2014 komisarz europejski ds. zdrowia i ochrony konsumentów w Komisji Europejskiej pod przewodnictwem José Barroso.

## Życiorys
Tonio Borg w 1979 ukończył prawo na Uniwersytecie Maltańskim. Po studiach prowadził własną praktykę prawniczą, specjalizując się w prawach człowieka (1980–1995). W latach 1987–1992 zajmował stanowisko dyrektora Mid-Med Bank Ltd. W 1989 zaczął prowadzić wykłady na macierzystej uczelni.
W 1990 został członkiem Europejskiego Komitetu ds. Zapobiegania Torturom oraz Nieludzkiemu i Poniżającemu Karaniu lub Traktowaniu (European Committee for the Prevention of Torture and Inhuman or Degrading Punishment or Treatment). Jako członek tego ciała współtworzył delegacje Rady Europy, wizytujące więzienia w Szwecji, Grecji, Wielkiej Brytanii, Bułgarii i we Włoszech.
Zaangażował się w działalność centroprawicowej Partii Narodowej, był sekretarzem generalnym i następnie przewodniczącym jej organizacji młodzieżowej. W 1992 został po raz pierwszy wybrany w skład Izby Reprezentantów. W 1996, 1998, 2003 i 2008 odnawiał mandat deputowanego. Od 1992 do 1995 był członkiem delegacji maltańskiego parlamentu w Zgromadzeniu Parlamentarnym Rady Europy. W latach 1992–1995 oraz 1996–1998 był członkiem Wspólnego Komitetu Parlamentarnego Parlamentu Europejskiego oraz Izby Reprezentantów Malty.
Od kwietnia 1995 do października 1996 Tonio Borg zajmował stanowisko ministra spraw wewnętrznych i rzecznika partii. Po sukcesie wyborczym Partii Narodowej w 1998 we wrześniu tegoż roku został stanął na czele resortu spraw wewnętrznych i środowiska. Od kwietnia 2003 był ministrem sprawiedliwości i spraw wewnętrznych. W marcu 2004, po objęciu urzędu premiera przez Lawrence'a Gonziego, Tonio Borg został wiceprzewodniczącym Partii Narodowej oraz wicepremierem (pozostając dalej na czele dotychczasowego resortu). W marcu 2008, po kolejnym zwycięstwie centroprawicy, w wyborach parlamentarnych, Tonio Borg pozostał na stanowisku wicepremiera, obejmując także tekę ministra spraw zagranicznych. Stanowiska partyjne i rządowe zajmował do listopada 2012.
Z dniem 28 listopada 2012 został powołany na komisarza europejskiego ds. zdrowia i polityki konsumenckiej w miejsce ustępującego Johna Dalliego.
W 2009 odznaczony Krzyżem Komandorskim z Gwiazdą Orderu Zasługi Rzeczypospolitej Polskiej.

## Życie prywatne
Tonio Borg jest żonaty, ma troje dzieci.